# Operacija Cerberus
Operacija Cerberus (nemško Unternehmen Cerberus) je bila največja nemška pomorska reševalna operacija, v kateri se je trem nemškim križarkam: Scharnhorst, Gneisenau in Prinz Eugen skozi Rokavski preliv uspelo prebiti v Nemčijo. Operacija se je začela 11. februarja 1942 v poznih večernih urah in je Britance ujela popolnoma nepripravljene. Nemškemu ladjevju je, kljub številnim pomorskim napadom, letalskim napadom in obstreljevanju obalnega topništva, 13. februarja brez večjih poškodb uspelo pripluti v domačo bazo.

## Dogodki pred operacijo
V bitki za Atlantik so Nemci poleg podmornic uporabljali tudi bojne križarke. Največjo vlogo v tej bitki so odigrale tri križarke:  Scharnhorst, Gneisenau in Prinz Eugen. Njihova glavno oporišče je bilo Brest v okupirani Franciji. 22. marca 1941 sta se po uspešnem lovu tam zasidrali  Scharnhorst in Gneisenau. Ladji sta bili po večmesečnih bojih na Atlantiku potrebni temeljite prenove. Dva meseca pozneje se jima je pridružila še križarka Prinz Eugen, ki se je morala zaradi poškodbe vijaka in drugih okvar vrniti iz lova na Atlantiku, ne da bi potopila eno samo zavezniško ladjo. Kmalu po prihodu ladij so Britanci na pristanišče izvedli silovit bombni napad, vendar brez uspeha saj so ladje ostale nepoškodovane. Nekaj dni pozneje so napad ponovili in uspešno torpedirali ladjo Gneisenau. To so nato premestili v suhi dok na popravilo. Med popravilom je prišlo do ponovnega napada v katerem je ladja utrpela še hujše poškodbe. Bombe so zadele tudi križarko Prinz Eugen, ena izmed njih je priletela v operativni center ladje. Po številnih bombnih napadih so bile ladje tako hudo poškodovane, da so potrebovale popravilo v Nemčiji. V ta namen je poveljstvo izdelalo načrt za preboj v Nemčijo skozi dobro zastražen Rokavski preliv. Načrt je bil tako drzen in na meji mogočega da ga je moral odobriti sam Hitler. Operacija je dobila ime Cerberus po mitološki živali iz grških bajk, začela pa naj bi se 11. februarja 1942 v večernem mraku.
Britanci so preboj nemških ladij pričakovali vendar so se na njihov prihod zelo slabo pripravili. Na razpolago so imeli tri zastarele podmornice, 10 torpednih čolnov in 6 zastarelih rušilcev. Letal so sicer imeli dovolj vendar piloti niso imeli izkušenj v napadih na odprtem morju. Večina britanskega ladjevja je bila v tistem času na severu Velike Britanije kjer so morale biti pripravljene za morebitno izplutje nemške bojne ladje Tirpitz. Imeli pa so tudi strašansko nesrečo saj se jim je na dan nemškega prodora pokvaril radar, tako da niso morali opaziti ladij, ki so zapustile Brest.

## Operacija se začne
Operacija  Cerberus se začne 11. februarja 1942 ob 22.30 zvečer ko nemške ladje  Scharnhorst, Gneisenau in Prinz Eugen v spremstvu šestih rušilcev in treh torpednih čolnov zapustijo francosko pristanišče Brest. Na svoji poti skozi Rokavski preliv ladjevju poleg rušilcev zaščito nudi tudi 40 torpednih čolnov in nemško letalstvo. Nemško ladjevje dvanajst ur pluje neodkrito nato pa ga naslednje jutro v bližini Le Touqueta ob francoski obali odkrije pilot britanskega letala Spitfire. Šele ko so je britansko letalo vrnilo v oporišče so Britanci ugotovili kaj se dogaja, zato so ob 11.30 sprožili preplah. V tistem trenutku so bili Nemci že v bližini kraja Calais, na področju delovanja britanskega obalnega topništva. Ker je topništvo sporočilo o bližajočih se ladjah dobilo prepozno so njihove granate zamanj poizkušale doseči nemške ladje. Medtem pa so ladjevje napadli tudi torpedni čolni. Ker se ti niso mogli prebiti skozi zaščitni pas rušilcev in nemških torpednih čolnov, so svoja torpeda izstrelili iz velike razdalje, tako, da so se jim Nemci zlahka izognili. Napad je nato nadaljevala motorna topnjača iz Ramsgata, ki pa zaradi svoje majhne hitrosti sploh ni mogla dohiteti nemških ladij.
Nekoliko pozneje se je nemškemu ladjevju približalo šest torpednih letal Swordfish, med poizkusom torpediranjem so bila vsa letala zaradi gostega protiletalskega ognja sestreljena. Sledila sta še dva zračna napada letal Beaufort, ki pa prav tako nista bila uspešna. Napada na nemške ladje so se udeležili tudi britanski rušilci, eden izmed njih HMS Worcester se je nemški ladji  Gneisenau približal na 2500 metrov. Ta je bil v kratkem spopadu težje poškodovan vendar mu je do večera uspelo doseči domače pristanišče.
Napadi letal na nemško eskadro, ki se je prebijala skozi Rokavski preliv so se nadaljevali tudi popoldne. V napadih je sodelovalo več kot 250 letal, mnoga letala zaradi nizkih oblakov niso odkrila cilja in so se vrnila na svoja letališča. Tista letala, ki pa so odkrila nemške ladje pa niso zadela svojih ciljev. Do sedaj so imeli Nemci neverjetno srečo, vendar ta ni trajala več dolgo. V bližini Walcherena je  Scharnhorst naletela na mino zaradi česar se je ladja morala začasno ustaviti. Med nenačrtovanim postankom se je viceadmiral Ciliax z načelnikom svojega štaba prekrcal na enega izmed rušilcev, ki so spremljali ladje. Ob 19.55 se je nekaj podobnega zgodilo tudi ladji  Gneisenau. Njena hitrost se je občutno zmanjšala, ko pa je bila škoda popravljena je ladja nemoteno nadaljevala svojo pot proti Nemčiji. Nekaj ur kasneje je skoraj na istem kraju kot  Gneisenau,  Scharnhorst ponovno naletela na mino. Ta poškodba je bila dosti hujša od prejšne. Ladja se je skoraj celo uro nemočno vrtela v krogu, ko pa so težavo odpravili je z zmanjšano hitrostjo nadaljevala svojo pot. To je bila zadnja nevšečnost nemškega ladjevja pri preboju skozi Rokavski preliv, operacija Cerberus je bila tako končana.

## Dogodki po operaciji
Križarka Prinz Eugen je dan po operaciji srečno prispela v Wilhelmshaven,  Gneisenau in  Scharnhorst pa sta se nekoliko pozneje zasidrali v ustju reke Labe pred vhodom v Hamburg. Operacija, ki se je srečno končala je presenetila tako Britance kot Nemce saj ne eni ne drugi niso pričakovali takega razpleta. Preboj skozi Rokavski preliv je še posebej močen vtis naredil na britansko javnost, ki ga je primerjala z napadom španske armade v 17. stoletju. Čeprav je prodor vrgel slabo luč na britansko mornarico in letalstvo je imel ta dogodek za zaveznike tudi svojo svetlo plat. Po tem dogodku namreč Nemci na Atlantiku niso imeli več omembe vrednih bojnih ladij, s katerimi bi lahko ogrožali zavezniške konvoje, in tako je ostalo vse do konca vojne. Nemškim križarkam se nikoli več ni uspelo prebiti na Atlantik, svojo usodo so dočakale v vodah okoli Norveške ali pa kot poizkusne ladje po koncu vojne.